# Paradesmiphora amazonica
Paradesmiphora amazonica là một loài bọ cánh cứng trong họ Cerambycidae.